# Щурівка (Новгород-Сіверський)
Щурівка  - частина міста Новгород-Сіверський, колишнє село в Новгород-Сіверській міській раді Чернігівської області України .

## Історія
1986 року населення села становило 80 осіб.
Рішенням Верховної Ради України № 2426-III від 17.05.2001 року села Домотканів та Щурівка були включені до меж міста Новгород-Сіверський без збереження статусу  .

## Географія
Є північною периферійною частиною міста Новгород-Сіверський - на правому березі річки Десна. На південь розташоване колишнє село Домотканів.